# Ozola fasciata
Ozola fasciata là một loài bướm đêm trong họ Geometridae.